# Майер, Александр (футболист)
Александр Майер (нем. Alexander Meier; род. 17 января 1983, Буххольц-ин-дер-Нордхайде) — немецкий футболист, нападающий.

## Карьера
Майер начал свою карьеру в академии «Гамбурга», но в 2001 году перешёл в «Санкт-Паули», за который он 19 апреля 2002 года дебютировал в матче Бундеслиги. В сезоне 2002/03 Майер стал основным игроком команды, за которую забил семь мячей в 23 матчах Второй Бундеслиги. В 2003 году он вернулся в «Гамбург», но за весь сезон 2003/04 сыграл всего в четырех матчах Бундеслиги.
Летом 2004 года Майер был арендован франкфуртским «Айнтрахтом» на один сезон. Проведя сильный сезон в Бундеслиге (девять голов и восемь голевых передач в 34 матчах), Майер перешёл в «Айнтрахт» на постоянной основе. В общей сложности Алекс провёл в этом клубе 14 сезонов и получил от болельщиков клуба прозвище Fußballgott (с нем. — «футбольный бог»). В сезоне 2011/12 Майер с 17 голами стал лучшим бомбардиром Второй Бундеслиги, поделив первое место с Оливье Оксеаном и Ником Прошвицем. В сезоне 2014/15 Майер стал лучшим бомбардиром Бундеслиги, забив 19 голов. В 2015 году он стал капитаном команды.
Покинув клуб в 2018 году, Майер некоторое время являлся свободным агентом. В январе 2019 года он вернулся в «Санкт-Паули», который выступал во Второй Бундеслиге, заключив контракт до конца сезона 2018/19. В мае он покинул клуб и вновь стал свободным агентом. В сентябре 2019 года Майер подписал контракт с «Уэстерн Сидней Уондерерс» из чемпионата Австралии. 17 января 2020 года клуб расторг контракт с Майером, который вернулся в Германию по личным причинам и объявил о завершении карьеры.
В июне 2020 года Майер стал ассистентом главного тренера юношеской команды «Айнтрахта» до 16 лет. В январе 2021 года он отправился на повышение и стал ассистентом тренера в команде до 19 лет.

## Достижения
Командные
 «Айнтрахт» (Франкфурт)
- Обладатель Кубка Германии: 2017/18

Личные
- Лучший бомбардир Второй Бундеслиги: 2011/12 (17 голов)
- Лучший бомбардир Бундеслиги: 2014/15 (19 голов)